# Montezuma oropendola
De Montezuma oropendola (Psarocolius montezuma voorheen Gymnostinops montezuma) is een vogel uit de familie der troepialen en de orde der zangvogels.

## Kenmerken

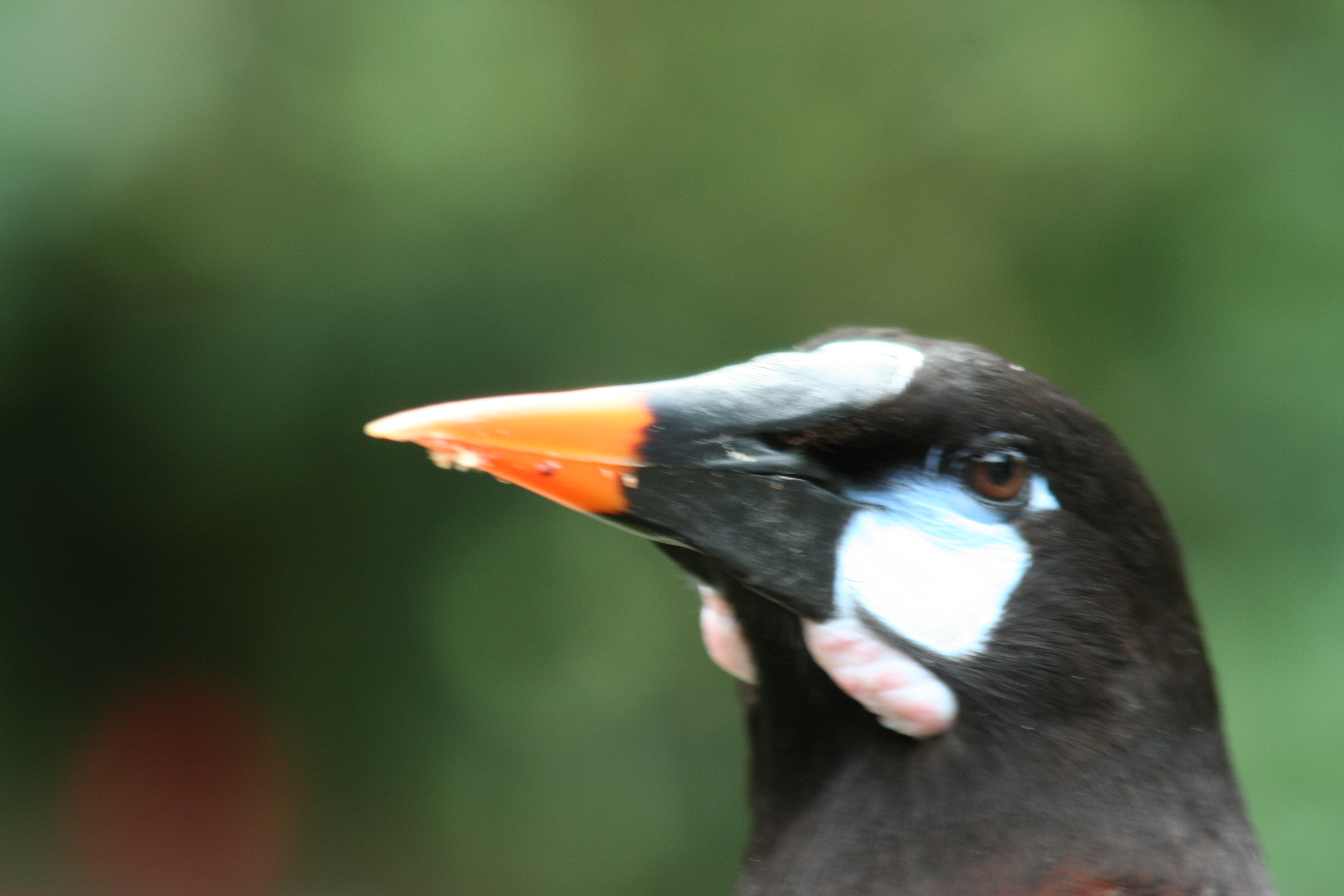
Duidelijk zichtbare wratten van de Montezuma oropendola.

De Montezuma oropendola is een relatief grote zangvogel waarvan het vrouwtje ongeveer 38 centimeter groot wordt en een gewicht bereikt van 230 gram. Het mannetje kan 50 centimeter groot worden en een gewicht van 520 gram halen. Het verenkleed van het mannetje en vrouwtje zijn gelijk gekleurd. Het hoofd, nek en de borst is zwart van kleur de rest van het verenkleed is kastanjebruin gekleurd. De staartveren zijn net als andere oropendolas felgeelgekleurd; de naam oro-pendola is hieraan te danken en betekent gouden pendelaar.
De kin en de wangen zijn vaalblauw. Onder de wangen heeft de vogel roze 'wratten', die bij het mannetje groter van afmeting zijn dan bij het vrouwtje. Het begin van de spitse snavel is zwartgekleurd en de punt is donkeroranje- tot roodgekleurd. De poten van de vogel zijn zwart.
Juveniele exemplaren hebben een grijze kop en borst. De flanken zijn dof kastanjebruin van kleur. Langzaam aan wordt de kop dofzwart totdat de jonge vogels hun uiteindelijke kleuren krijgen.

## Gedrag
De Montezuma oropendola houdt zich graag op in kolonies in vrij staande bomen. Overdag blijven de vrouwtjes vaak samen om op zoek te gaan naar eten terwijl de mannetjes zich verspreiden op zoek naar eten. Vaak blijven ze hierbij in de toppen van de bomen. De vogels eten voornamelijk fruit maar eten daarna af en toe ook bloemen. Ook eten ze grotere soorten insecten. Voor het eten van de bloemen en eten van de insecten begeven de vogels zich wel naar de grond toe. De vogel is overdag actief en voor schemering verzamelen alle vogels zich weer bij de kolonie.
De vogel is erg vocaal maar niet muzikaal. Hij staat dan ook bekend om de grote variatie aan vreemde roepen en schreeuwen welke soms schel en hinderlijk zijn. De geproduceerde geluiden variëren van een klagend huil geluid tot een schelle 'eeuh'. Zijn meest karakteristieke geluid echter, dat vooral baltsende mannetjes laten horen, is een luide, diepe, in toonhoogte oplopende 'klokkende' of 'gorgelende' roller, dat soms wordt afgesloten met een geluid alsof iemand een papieren zakje in elkaar frommelt.

## Voortplanting

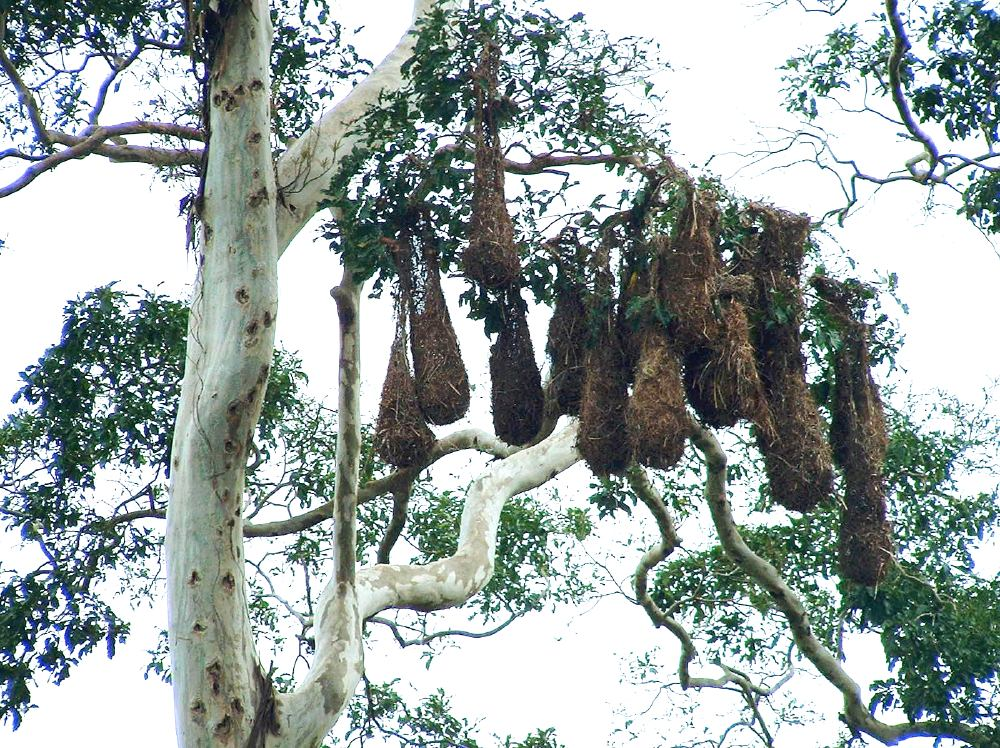
Nesten van de Montezuma oropendola in Costa Rica.

In elke kolonie heerst een hiërarchie waarbij slechts enkele dominante mannetjes de gelegenheid hebben om te paren met de vrouwtjes. Hierdoor zijn de vogels ook polygaam. Het paarseizoen is van januari tot en met mei. Het mannetje maakt het vrouwtje het hof door, terwijl hij het hiervoor omschreven 'klokkende' geluid maakt, een buiteling te maken vanaf de tak waarop hij zit. Het vrouwtje legt twee witte eieren met donkere vlekken. De eieren worden in een periode van 15 dagen uitgebroed. Het uitbroeden van de eieren gebeurd alleen door het vrouwtje net zoals het bouwen van het nest. Terwijl de vrouwtjes de eieren uitbroeden bewaken de mannetjes het nest en de kolonie en zorgen ze voor voedsel. De vogels verlaten het nest in 30 dagen.  Een gemiddelde kolonie bestaat uit ongeveer 30 nesten. In sommige gebieden leven meerdere kolonies samen waarbij er soms wel meer dan 100 of zelfs 150 nesten zijn. De vogel bouwt zijn nesten hoog in bomen en hebben de vorm van een pendule. De nesten zijn tussen de 60 tot 180 centimeter lang en worden gemaakt van stukken droge bananen bladeren, takken, twijgen. Het bouwen van een nest duurt ongeveer 9 tot 11 dagen.
Al na 1 maand is de vogel geslachtsrijp maar de eerste paring zal pas het eerst volgende broedseizoen het jaar later zijn. Veel jonge vogels halen het eerste jaar echter niet omdat veel exemplaren ten prooi vallen aan o.a. slangen en apen. Uiteindelijk bereikt nog niet de helft van alle jongen het volwassen stadium.

## Verspreiding en leefgebied
De vogel komt voor in Belize, Mexico, Guatemala, Honduras, Nicaragua, Costa Rica en Panama in tropische en subtropische regenwouden met open gebieden en rivieren. De vogel kan zich redelijk goed aan de omgeving aanpassen waardoor hij zich ook in ontboste gebieden prima heeft aangepast. Ook wordt de vogel vaak aangetroffen in de buurt van bananenplantages. De vogel houdt van laaglanden en is in de meeste landen alleen maar te vinden aan de laag gelegen kust gebieden.

## Afbeeldingen

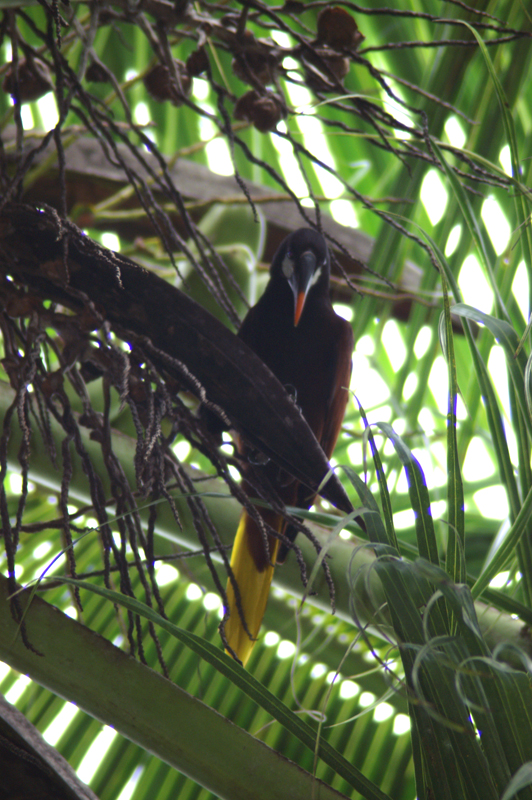
De Montezuma oropendola in Tortuguero National Park - Costa Rica
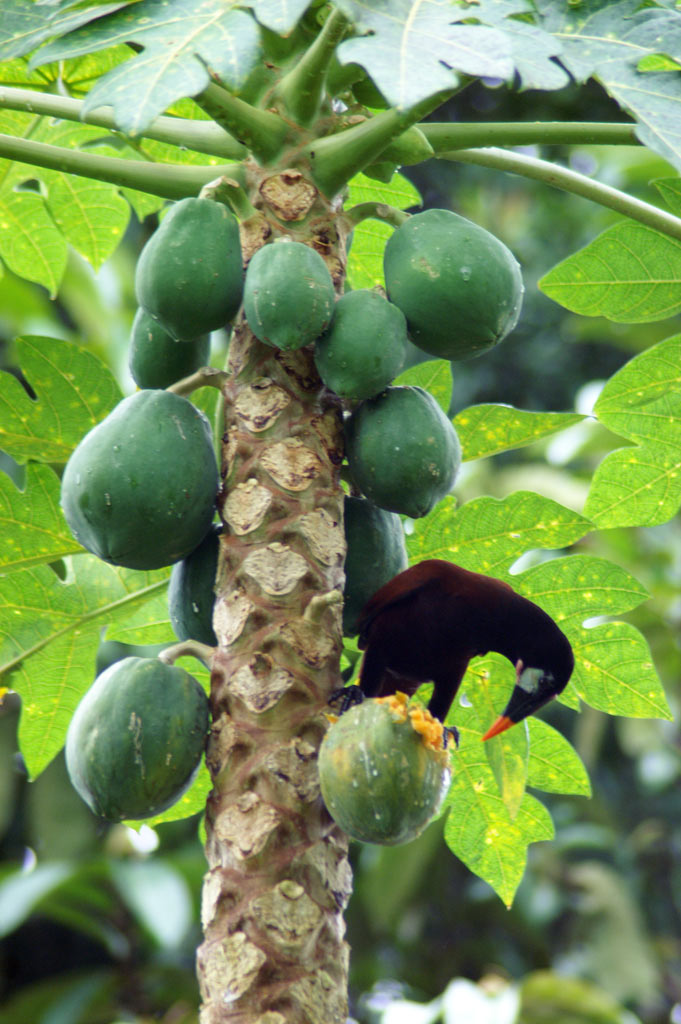
De Montezuma oropendola in Tortuguero National Park - Costa Rica
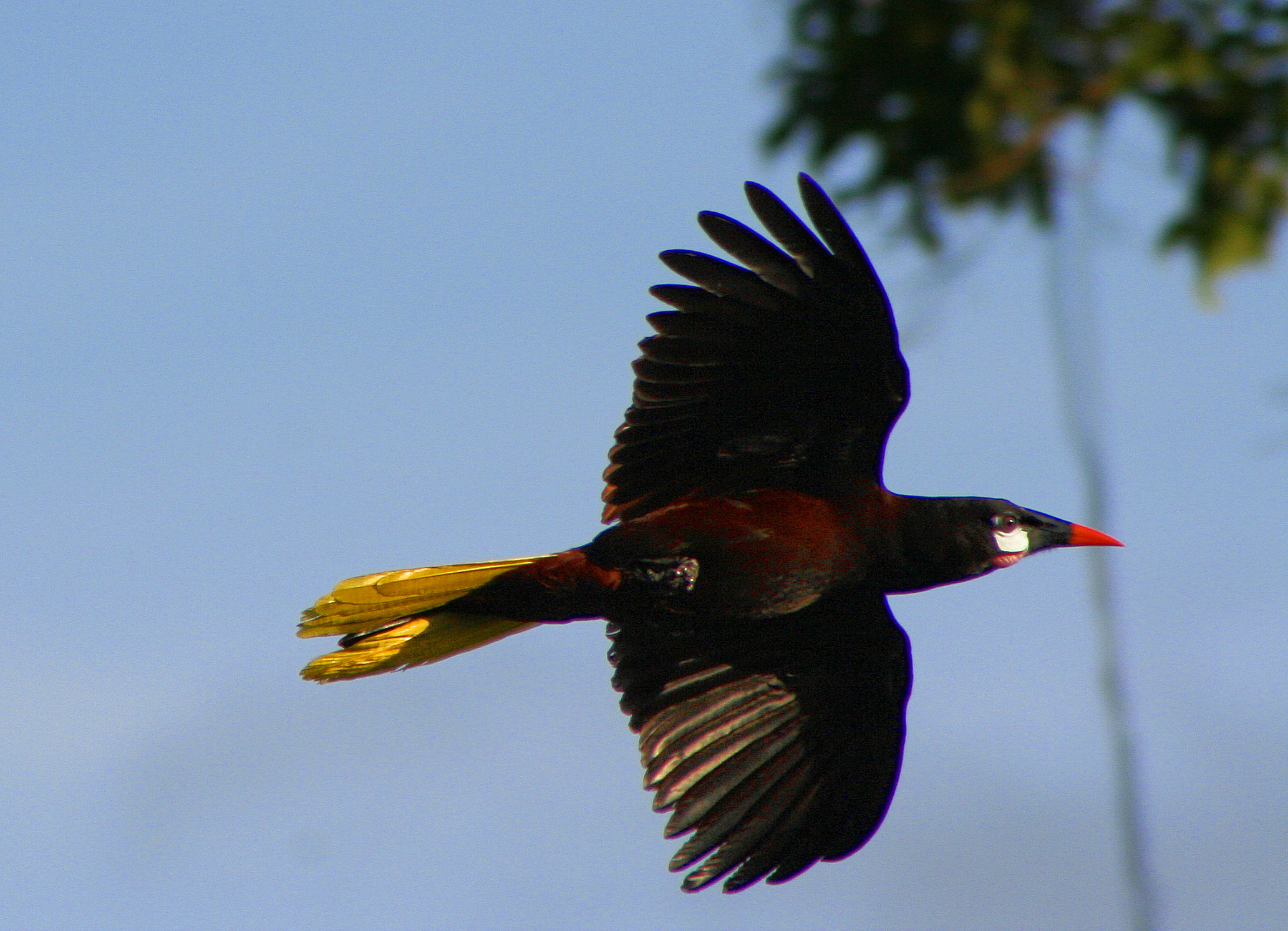
Vliegende Montezuma oropendola in Costa Rica
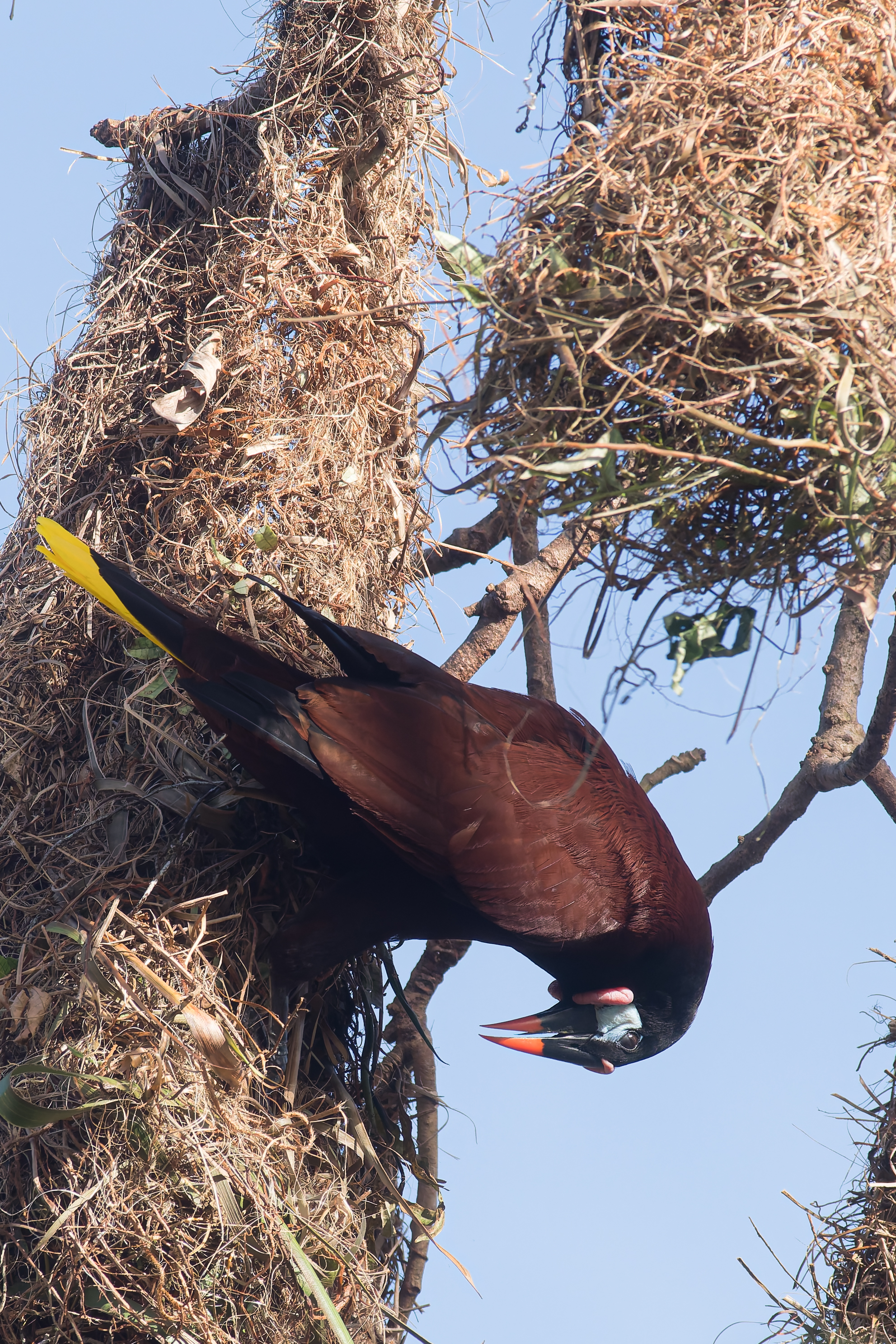
De Montezuma oropendola in Tortuguero National Park - Costa Rica